# Robert Eyssen
Robert Eyssen (2. dubna 1892 Frankfurt nad Mohanem – 31. března 1960 Baden-Baden) byl německý druhoválečný kontradmirál.
Do německého císařského námořnictva vstoupil v roce 1911. Jeho prvním působištěm byl křižník SMS Karlsruhe. Během první světové války sloužil v důstojnických pozicích na výzkumné lodi SMS Meteor a servisní lodi SMS Rio Negro.
2. června 1940 převzal velení nad pomocným křižníkem Komet, se kterým se zúčastnil tichomořských kampaní, například útoku na Nauru. Od srpna 1942 do července 1944 byl velitelem námořního úřadu v Oslu. Poté byl až do konce srpna 1945 velitelem městského doplňovacího velitelství ve Vídni.

## Vyznamenání
- Železný kříž (1914) II. třídy (4. leden 1914)
- Železný kříž (1914) I. třídy (12. červenec 1920)
- Řád zähringenského lva (19. září 1918)
- Železný kříž (1939) II. třídy (25. prosinec 1940)
- Železný kříž (1939) I. třídy (25. prosinec 1940)
- Rytířský kříž Železného kříže (29. listopad 1941)
- Kriegsabzeichen für Hilfskreuzer (1941)[2]